# 鍾卿密
鍾卿密（1477年—1526年），字宣猷，號恒斋，江西吉安府泰和縣人，明朝政治人物、同進士出身。

## 生平
治《詩經》，行二，由國子生中式甲子科（1504年）江西鄉試第八十七名舉人，年三十二歲中式正德三年（1508年）戊辰科會試第一百三十四名，第三甲第一百六十名進士。曾官廣東潮州府饒平縣知縣，六年丁继母忧。正德九年，接替劉一中，擔任南直隶常州府宜興縣知縣，擢升廣西道監察御史，督臺狱，巡视光禄寺，出视居庸关边备，以父忧去职。嘉靖元年（1522年）復除廣東道御史，出按两浙鹾课。三年（1524年）大禮議事件中，與眾官跪請于左順門外，被廷杖。嘉靖四年巡按貴州，五年吏部奏補宁国府知府，九月至辰州而病卒。

## 家族
曾祖钟启晦，国子学录。祖父钟士京，號栢操。父钟儒造（钟泮），號咬菜軒。母龙氏；继母萧氏。具庆下。兄卿表、弟卿策。